# Adélaïde Victoire Hall
Pour les articles homonymes, voir Hall.
Adélaïde Victoire Hall, appelée Adèle Hall (Paris, 11 mai 1772 ; Paris, 14 octobre 1844), est une artiste franco-suédoise. Elle reçoit le titre honorifique d'agréée de l'Académie royale des Arts de Suède en 1793.

## Biographie
Adélaïde Victoire Hall est la fille aînée de l'artiste suédois Pierre Adolphe Hall, peintre à la cour royale française, et de Marie-Adélaïde Gobin.
Le 30 mai 1792, elle épouse à Oncy-sur-École, François-Louis Suleau, ancien avocat aux conseils du roi et pamphlétaire royaliste. Son époux est assassiné lors des massacres de Septembre. Veuve moins de trois mois après son mariage, elle donne naissance à son fils, Élysée de Suleau, le 11 mars 1793. Elle se remarie le 17 février 1796 à Adelaïde Blaise François Le Lièvre de La Grange, marquis de Fourilles . Ils auront cinq enfants.
Son autoportrait à l'huile a été exposé à la Royal Academy of Arts de Stockholm en 1791. Elle présente aussi ses œuvres aux expositions d'art de l'académie en 1792 et 1793. Elle est également miniaturiste et peint sur des tasses en bois et en porcelaine.
Son autoportrait est conservé au Nationalmuseum en Suède.

## Descendance
- Élysée de Suleau (1793[6]-1871), fils issu de son premier mariage.

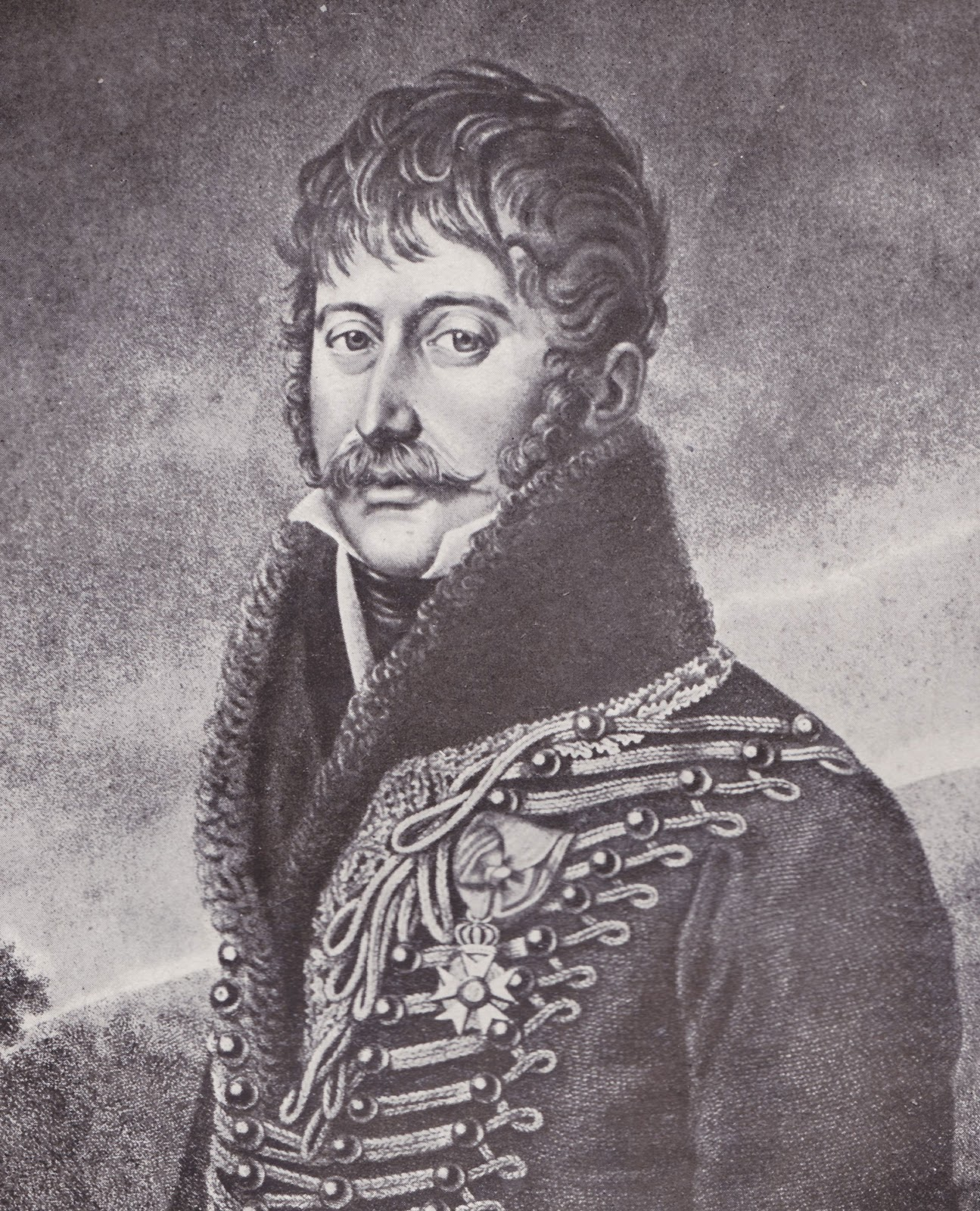
Adelaïde Blaise François Le Lièvre de La Grange, son second mari.

Après son second mariage en 1796, elle a cinq enfants supplémentaires, :
- Édouard (1796-1876), marquis de la Grange et de Fourilles ;
- Adélaïde Éric Claire (1798-?), elle ne s'est jamais mariée ;
- Adélaïde Joséphine Lucie Moïna (1800-1844), veuve, en premières noces, de Joseph Louis Robert de Lignerac, duc de Caylus, et épouse, en secondes noces, de Louis Jean, comte Carra de Rochemur de Saint-Cyr. Ils auront deux filles ; la première décède et la deuxième sera religieuse ;
- François Hercule Olivier (1803-1888), comte de la Grange. Marié en 1846, il n'a pas eu d'enfants ;
- Anne Judith Othilie (1804-1864), épouse en 1825 Auguste Michel, marquis de Neuchèze. Ils eurent deux enfants : un fils, Charles, marquis de Neuchèze (1828-1848) et Marie de Neuchèze (1827-1901) qui épousa le vicomte Paul de Lambel en 1849. Ils ont eu deux fils et cinq filles.